# مجلس القضاء الإداري
أنشأَ مجلس القضاء الإداري من قِبل ديوان المظالم في المملكة العربية السعودية في عام 1438هـ. فهو يختص في شؤون القضاة الوظيفية، من تعيين وترقية وتأديب وندب وإعارة وتدريب ونقل وإجازة وإنهاء خدمة، وذلك بما يضمن استقلال القضاة، وإصدار اللوائح المتعلقة  بشؤون القضاة الوظيفية بعد موافقة الملك عليها، وإصدار لائحة للتفتيش القضائي، وإنشاء المحاكم أو دمجها أو إلغائها، وتحديد إختصاصها المكاني والنوعي، وتأليف الدوائر فيها، والإشراف على المحاكم والقضاة وأعمالهم في الحدود المبينة في نظامي القضاء وديوان المظالم، وتسمية رؤساء محاكم الإستئناف ومساعديهم من بين قضاة محاكم الاستئناف، ورؤساء محاكم الدرجة الأولى ومساعديهم، وإصدار قواعد تنظيم إختصاصات وصلاحيات رؤساء المحاكم ومساعديهم، وإصدار قواعد تبين طريقة إختيار القضاة، وإجراءات وضوابط تفريغهم للدراسة، وتنظيم أعمال الملازمين القضائيين، وتحديد الأعمال القضائية النظيرة المطلوبة لشغل الدرجات القضائية، ورفع ما يراه من المقترحات ذات الصلة بالإختصاصات المقررة له، وإعداد تقرير شامل في نهاية كل عام يتضمن الإنجازات التي تحققت والمعوقات ومقترحاته بشأنها ورفعه إلى الملك.

## القواعد واللوائح الصادرة عن المجلس
- قواعد إختيار القضاة في ديوان المظالم.[3]
- الأعمال القضائية النظيرة المطلوبة لشغل الدرجات القضائية بديوان المظالم.[3]
- قواعد نقل القضاة.[3]
- قواعد تقويم القضاة خلال فترة التجربة.[3]
- تنظيم أعمال الملازمين القضائيين.[3]
- لائحة التفتيش القضائي في الديوان.[3]
- اللائحة التنفيذية لنظام المرافعات أمام ديوان المظالم.[3]
- قواعد تفريغ القضاة للدراسة.[3]
- قواعد الاستعانة بالخبراء وتحديد أتعابهم أمام محاكم ديوان المظالم.[3]
- آلية النظر في التظلمات من قرارات نزع ملكية العقارات للمنفعة العامة.[3]

## الأمانة العامة لمجلس القضاء الإداري
نشأت الأمانة العامة لمجلس القضاء الإداري بموجب المادة (السابعة) من نظام ديوان المظالم الصادر بمرسوم ملكي عام 1438هـ، ونصت على أن يكون لمجلس القضاء الإداري أمانة، ويختار المجلس الأمين العام من بين القضاة.

### مهام الإدارة
تتولى الأمانة تدبير وتنظيم سير عمل المجلس، والتحضير لإجتماعاته، وتلقي المراسلات الواردة إليه، والحفاظ على السجلات وسائر الوثائق المتعلقة بعمل المجلس، وكل ما يوكل إليه من قبل معالي رئيس المجلس.

### أقسام الإدارة
- مكتب أمين عام المجلس.[4]
- مساعد الأمين.
- مكتب المساعد.
- إدارة شؤون المجلس.
- إدارة اللجان.

## روابط خارجية
- ديوان المظالم (الموقع الرئيسي)